# 998
Cette page concerne l'année 998  du calendrier julien. Pour l'année 998 av. J.-C., voir 998 av. J.-C.
L'année 998 est une année commune qui commence un samedi.

## Événements
- Février : sous l'injonction du pape Grégoire V, le roi Robert le Pieux remet Arnoul en liberté et le rétablit sur le siège de Reims[1].

- 20 février : un soulèvement romain contre la domination allemande échoue. Le pape Grégoire V est rétabli grâce à l'intervention d'Otton III[2]. Malgré le pardon du pape et de l’empereur, l'antipape Jean XVI est aveuglé et mutilé par la foule.
- 14 avril : à Rome, Othon III donne à l'évêque de Metz Adalbéron II le château de Sarrebruck avec le droit d'y prélever les impôts et d'y faire tenir un marché[3]. L’évêché de Metz devient vers l'an mille une principauté du Saint-Empire.
- 22 avril : l'abbaye de Cluny reçoit un privilège d'exemption du pape Grégoire V[4].
- 28 avril : 
  - Gerbert d'Aurillac est nommé archevêque de Ravenne par le pape Grégoire V[5].
  - Sur un décret impérial d'Otton III concernant l'abbaye d'Einsiedeln, apparaît pour la première fois un sceau portant la devise Renovatio imperii Romanorum (Restauration de l'Empire romain)[6].

- 1er mai : ouverture du concile de Ravenne tenu par Gerbert sur la discipline ecclésiastique[5].

- Juin - octobre : le pape Grégoire V annule le mariage de  Robert le Pieux et Berthe au concile de Rome[7]. Le roi, qui persiste dans son union, est frappé de l’anathème pour bigamie en décembre, ainsi que l’archevêque de Tours qui a consenti à son mariage[1].

- 19 juillet : les Byzantins sont battus par les Fatimides devant Apamée. Le duc d’Antioche, Damien Dalassenos est massacré avec ses troupes[8].

- 20 septembre : Otton III publie à Pavie une constitution interdisant toute aliénation des biens d'Église.

- 2 novembre : l'abbé de Cluny Odilon introduit la célébration du Jour des Morts[9].
- Violent tremblement de terre en Saxe[10].
- Révolte de l’aristocratie païenne hongroise conduite par Koppány, prétendant à la succession de par son titre de senior, qui est tué dans un combat près de Veszprém ; son cadavre est écartelé et trois morceaux sont cloués aux portes des forteresses de Transdanubie, le quatrième morceau étant envoyé à son oncle, Gyula de Transylvanie, à Gyulafehérvár (Alba Iulia). Celui-ci s’insurge à son tour contre Étienne Ier, qui marche contre lui. Gyula se rend et est traité avec magnanimité[11].
- L'empereur byzantin Basile II autorise le doge de Venise Pietro II Orseolo à défendre les villes du thème de Dalmatie contre les attaques des pirates slaves[12].
- Le roi Robert II le Pieux fait construire une maison à l'emplacement du château de Fontainebleau[13].